# Almindelig bjørneklo
Almindelig bjørneklo (Heracleum sphondylium) er en toårig plante i skærmplante-familien. De furede og hårede stængler er uden røde pletter til forskel fra kæmpebjørneklo. Planten har en ubehagelig lugt.

## Beskrivelse
Almindelig bjørneklo har 80-200 centimeter høje, hule, furede og hårede stængler. Bladene er enkelt fjersnitdelte med groft tandede eller lappede afsnit. Til forskel fra kæmpebjørneklo er storsvøb kun undtagelsevist til stede. Frugten er glat. Delfrugterne har kraftigt udviklede vingekanter, der muliggør vindspredning.

### To underarter i Danmark
Der findes to underarter af almindelig bjørneklo i Danmark:
- Heracleum sphondylium subsp. sphondylium

Nominatformen af almindelig bjørneklo (subsp. sphondylium) har flade småskærme med hvide (eller rødlige) blomster. De ydre kroner i skærmen er ensymmetriske, idet de udadvendte, dybt kløvede kronblade er langt større end de kronblade, der vender ind mod skærmen. Den er almindelig i Østjylland, mens den findes hist og her i den østlige del af landet.
- Heracleum sphondylium subsp. sibiricum

Den anden underart, grønblomstret bjørneklo (subsp. sibiricum), har hvælvede småskærme med grønlige blomster, der er symmetriske, også i randen. Den er almindelig i den østlige del af landet og temmelig sjælden i Jylland.

## Udbredelse
Arten er udbredt i Europa og Asien. Almindelig bjørneklo vokser i skove og krat samt på skrænter, enge og vejkanter. Den blomstrer i juni til august.